# 対物レンズ
対物レンズ（たいぶつレンズ、英語: Objective）とは顕微鏡や双眼鏡や望遠鏡において、観察される物体に最も近いレンズである。物体からの光は、まず対物レンズを通過して鏡筒（きょうとう）内に入射する。対物レンズは、光束を集光して像面に実像をつくる。
対物レンズの性能で光学機器の性能は決まるといっても過言ではなく、良く収差補正された光学系ではその性能は概ね開口数や口径で決まる。
収差といわれるずれは、ガラスの屈折率が光の波長によって異なるためやレンズが球面形状のためなどによって発生する。1枚の凸レンズだけでは綺麗な像が得られないため屈折率の異なる特殊ガラスや凹レンズ、非球面レンズなどの組み合わせによって収差を補正しているものもある。

## 顕微鏡の対物レンズ
顕微鏡の対物レンズにはアクロマート、アポクロマート、フルオールなどの種類がある。
アクロマート
色収差のうち2色の補正を行ったもの。普通は、青〜赤で補正されている。多くの顕微鏡でこのレンズが使われている。
アポクロマート
3色で色収差補正を行ったもの。紫〜赤と可視光線の広い範囲で像の周辺まで、ほぼ理想の光学系になるように設計されているものが多い。研究用途に用いられることが多い。
フルオール（Fluor ）
蛍光顕微鏡で用いられ、波長がおよそ340nmまでの紫外線の透過率を確保しているものである（ただし各社によって名前の付け方と内容が異なる場合があるので注意が必要）。
像面湾曲を補正したものはレンズの名前にPlan（プラン）と付いていてPlanApo、PlanFluorなどと表記されている。像の平坦性が良い。開口数は乾燥系対物レンズでは1未満であるが油浸や水浸対物レンズでは1を超えたものがあり、分解能や集光力が高い。
JISでは鏡筒の長さを生物顕微鏡で160mm、工業顕微鏡で210mmと決めていたが、現在は2009年制定のJIS B 7132-1で有限遠光学系の機械的鏡筒長(対物レンズのマウント(多くがRMSマウント)の取付基準面から接眼レンズのマウント(Cマウント等)の取付基準面までの距離)が160mm、光学的鏡筒長(対物レンズの像距離)が150mmとなっている。
また、同年制定のJIS B 7132-2により無限遠光学系が規格化されている。有限遠光学系の光学的鏡筒長が同じでも焦点までにフィルタ等があると屈折し、機械的鏡筒長が伸縮するため、光学的鏡筒長150mm且つ機械的鏡筒長160mmであるのは光路に何もない場合で有り、フィルタ等があると機械的鏡筒長160mmでは像がボケることになる。
それに対して無限遠光学系の利点として対物レンズより出射された光は像を結ばない平行光であるため、フィルタ等を対物レンズから結像レンズの間に入れれば像がボケることなく拡張性を高くすることが出来る。ただし被写体の同じ各点から出た光同士が平行なだけで、別の点から出た光同士は拡散していくため、無限遠光学系と言う名前だが、対物レンズから結像レンズの距離は結像レンズの大きさにより実質的に制限される。

## 望遠鏡の対物レンズ
望遠鏡の対物レンズにも色収差の補正の度合いによりアクロマート、アポクロマートなどの種類がある。単純な構成では、凸レンズと凹レンズを組み合わせたアクロマートレンズが用いられる。さらに視野の周辺までほぼ理想の光学系になるように、前群レンズと後群レンズを用いて収差補正された対物レンズもある。この方式ではF値（後述）が小さく、明るい光学系が構成できる。
対物レンズの有効口径は、分解能や集光力を左右する重要な要素である。対物レンズの焦点距離を口径で割った比を口径比といい、像の明るさを左右する。F値ともいう。ただし、眼視で空中像を観測するのであればF値の大小と像の明るさはほとんど関係ない。一般にF値の大きな対物レンズのほうが、諸収差の補正を行いやすい。望遠鏡の倍率は、対物レンズの焦点距離を接眼レンズの焦点距離で割った商で求められる。